# Felipe de la Corte
Felipe María de la Corte Ruano Calderón (Cabra, Córdoba; el 21 de abril de 1819 - ¿?) fue un abogado y militar español del siglo XIX  que pasó gran parte de su vida en Filipinas, llegando a ostentar el cargo de gobernador de las islas Marianas desde el 16 de mayo de 1855 al 28 de enero de 1866.

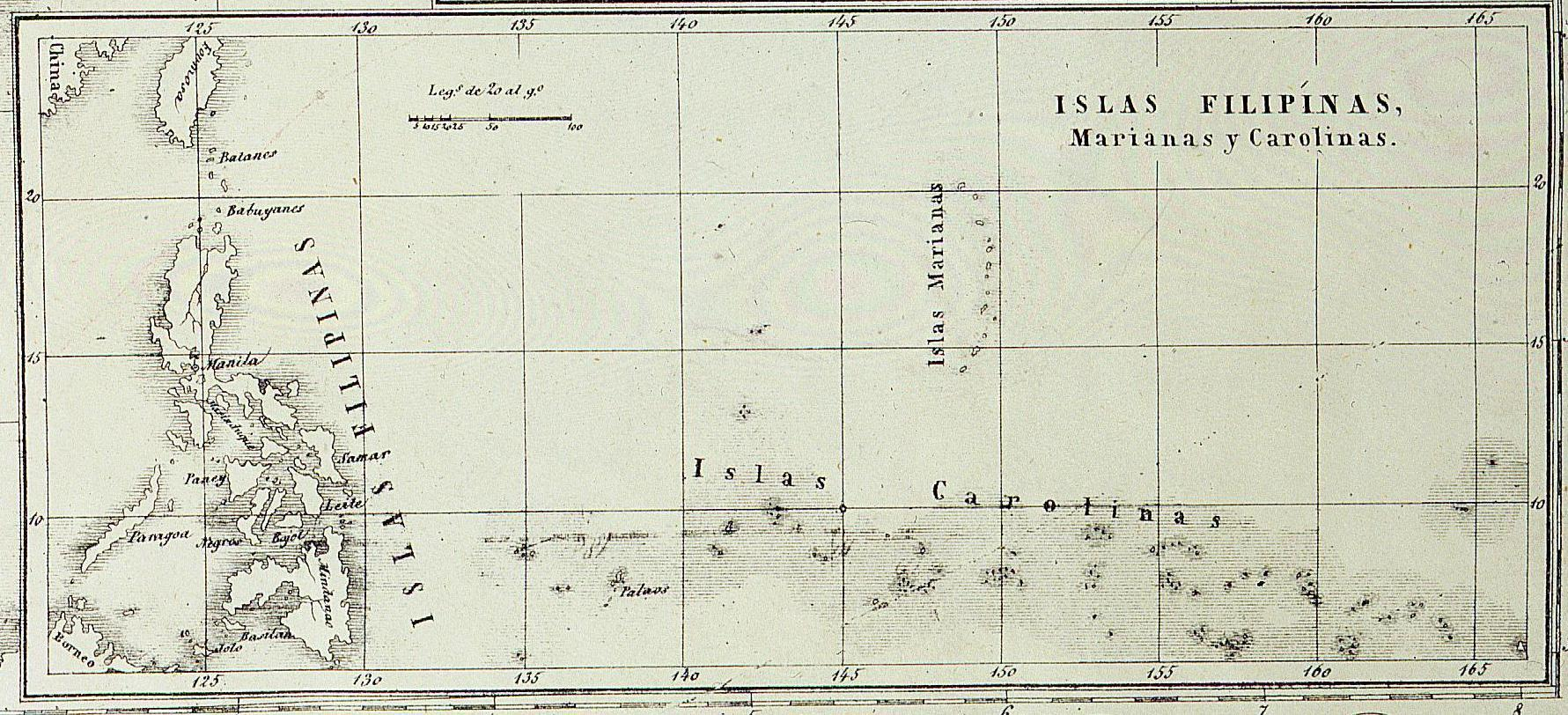
Carta incluyendo todas las posesiones de España en Asia. 1858.

## Familia
Sus padres, Felipe de la Corte y Mª Carmen Ruano Calderón, se habían casado en 1813 y tuvieron además otros hijos: Juan Antonio (1815) y Manuel.

## Estudios
Cursó sus primeros estudios en el IES Aguilar y Eslava. En 1842 consigue el rango de teniente del cuerpo de Ingenieros, en la Academia de Ingenieros de Guadalajara y un año más tarde es destinado como capitán. Marchó a Filipinas y en 1853 se gradúa en Cánones, por la universidad de Santo Tomás (Filipinas).

## Etapa político-militar
Fue sometido a un consejo de guerra en 1847 por abandonar junto a otros oficiales un puesto militar en las islas Mindanas.
Ejerció como gobernador de las islas Marianas durante 11 años (1855-66) tras el mandato de Pedro Pérez. Siendo un hombre de buena educación, se esforzó por atraer la riqueza económica a aquel territorio y por que sus habitantes tuviesen una mejor calidad de vida. Construyó silos para guardar las cosechas, evitando así las hambrunas que se producían en los años de sequía o de fuertes tifones. Intentó sin éxito introducir el cultivo comercial de la caña de azúcar.
Hubo de luchar contra las epidemias de viruela y otras enfermedades que diezmaron repetidamente la población. Presentó numerosos proyectos al gobierno español pero estos casi nunca fueron tenidos en cuenta excepto el establecimiento de misiones en Yap (1886) y Pohnper (1887). Sugirió que los chamorros, una etnia local, no se alimentasen con harina de las semillas de palma Cycas micronesica o Cycas circinalis, por considerarlas venenosas.
De 1870 a 1873 fue coronel al mando del primer Regimiento de Ingenieros, con sede en Madrid.

## Otros cargos
En 1846, fundó el primer periódico diario de Filipinas, La Esperanza.
Escribió una interesante obra sobre estas islas, Memoria general descriptiva e histórica de las islas Marianas, editada en Madrid en 1875.
En 1889 fue nombrado vicepresidente de la Asociación hispano-filipina, con sede en Madrid. 